# مدواده
مدواده (به آلمانی: Meddewade) یک شهر در آلمان است که در Stormarn واقع شده‌است. مدواده ۷۷۴ نفر جمعیت دارد.